# Собко Олександр Олексійович
Собко Олександр Олексійович (27 березня 1921 — 4 серпня 2017).

## Життєпис
Народився у с. Зельбахівка Щорського району Дніпропетровської області.
У 1941 р. закінчив агрономічне відділення Верхньодніпровського сільськогосподарського технікуму, а 1949 р.- з відзнакою агрономічний факультет Дніпропетровського сільськогосподарського інституту. Працював агрономом колгоспу, директором учбово-дослідного господарства, завідувачем відділу, заступником директора, директором Генічеської дослідної станції Всесоюзного науково-дослідного інституту кукурудзи.
Упродовж 1963—1979 рр. — директор Українського науково-дослідного інституту зрошуваного землеробства (м. Херсон), у 1979—1983 рр.-заступник голови Президії Південного відділення ВАСГНІЛ (м. Київ). Протягом 1983—1994 рр.-старший науковий співробітник, провідний, головний науковий співробітник Українського науково-дослідного інституту гідротехніки і меліорації. У 1962 р. у Харківському сільськогосподарському інституті захистив кандидатську дисертацію, а у 1975 р. в Інституті рослинництва і селекції ім. В. Я. Юр'єва (м. Харків)- докторську дисертацію.
До основних здобутків у науковій роботі вченого належать: створення наукової бази для досліджень у зрошуваному землеробстві України; розробка наукової основи визначення структури посівів, сівозмін і систем землеробства на зрошуваних землях; розробка повної технології вирощування озимої пшениці на поливних землях; дослідження і впровадження технологій вирощування зернових культур-проса і гречки; дослідження і розробки технології високоефективного введення насінництва культури люцерни на поливних землях тощо.
Опубліковано 130 наукових робіт.
Як учений і спеціаліст із зрошуваного землеробства в довготривалих відрядженнях вивчав досвід ведення водних меліорацій у США, особливості проведення і ефективність «зеленої революції в Індії», у складі урядових делегацій брав участь як консультант з освоєння нових для зрошення земель у Єгипті. За бойові заслуги в роки Другої світової війни нагороджений медаллю «За відвагу», орденами Слави III ст. і Вітчизняної війни II ст., Вітчизняної війни І ст., медалями «За оборону Севастополя», «За оборону Кавказу», «За взяття Берліна», «За Перемогу» та ін. За трудову діяльність орденами «Жовтневої Революції», «Трудового Червоного Прапора». Має звання заслуженого агронома України.
Обраний почесним професором Дніпропетровського державного аграрного університету. Лауреат Державної премії України (1983).